# Chipsets VIA

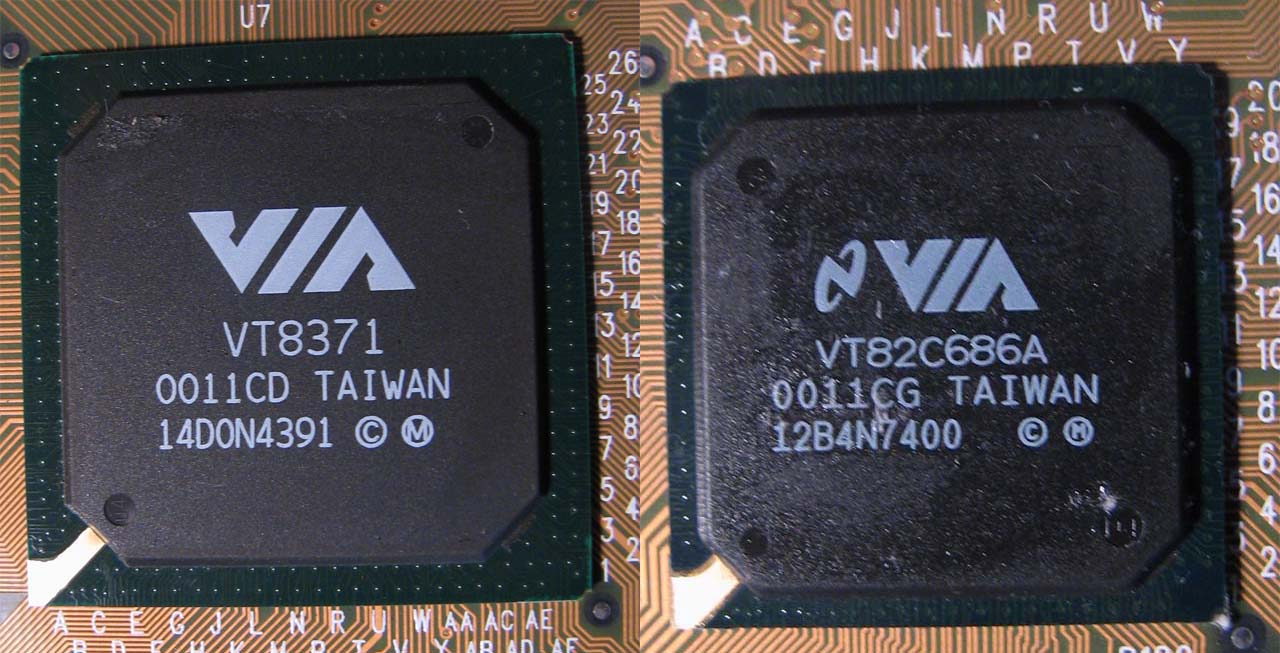
Aparência dos chipsets fabricados pela empresa

Esta é uma lista de chipsets para motherboards fabricados pela empresa VIA Technologies.

## Obsoletos

### Socket 7
| Chipset       | Part Numbers           | South Bridge                | Data de lançamento | Processadores  | FSB          | SMP | Tipos de memória   | Memory bus   | Max. memory      | Max. cache | Max. cacheable RAM | Parity/ ECC | PCI | AGP | IGP             |
| ------------- | ---------------------- | --------------------------- | ------------------ | -------------- | ------------ | --- | ------------------ | ------------ | ---------------- | ---------- | ------------------ | ----------- | --- | --- | --------------- |
| Apollo VP     | VT82C585VP, VT82C587VP | VT82C586                    |                    | Socket 7       | 66 MHz       | Não | FPM EDO BEDO SDRAM | 66 MHz       | 512 MB (512 MiB) | 2 MB       | 512 MB w/ 2 MB L2  | Não         | 2.0 | Não |                 |
| Apollo VP2/97 | VT82C595               | VT82C586B                   |                    | Socket 7       | 66 MHz       | Não | FPM EDO BEDO SDRAM | 66 MHz       | 512 MB           | 2 MB       | 512 MB w/ 2 MB L2  | Sim         | 2.0 | Não |                 |
| Apollo VPX/97 | VT82C595               | VT82C586B                   |                    | Socket 7       | 66 MHz       | Não | FPM EDO BEDO SDRAM | 66 MHz       | 512 MB           | 2 MB       | 512 MB w/ 2 MB L2  | Não         | 2.0 | Não |                 |
| Apollo VP3    | VT82C597               | VT82C586B                   |                    | Super Socket 7 | 66 - 100 MHz | Não | FPM EDO BEDO SDRAM | 66 - 100 MHz | 768 MB           | 2 MB       | 512 MB w/ 2 MB L2  | Sim         | 2.0 | 2x  |                 |
| Apollo MVP3   | VT82C598AT             | VT82C586B, 596A/B or 686A/B |                    | Super Socket 7 | 66 - 100 MHz | Não | FPM EDO BEDO SDRAM | 66 - 100 MHz | 768 MB           | 2 MB       | 512 MB w/ 2 MB L2  | Sim         | 2.1 | 2x  |                 |
| Apollo MVP4   | VT8501                 | VT82C686A/B or VT82C596B    |                    | Super Socket 7 | 66 - 100 MHz | Não | FPM EDO BEDO SDRAM | 66 - 100 MHz | 768 MB           | 2 MB       | 512 MB w/ 2 MB L2  | Sim         | 2.1 | Não | Trident Blade3D |

### Socket 370 eSlot 1
| Chipset         | Part Numbers           | South Bridge             | Data de lançamento | Processadores                                  | FSB            | SMP | Tipos de memória   | Memory bus     | Max. memory  | Max. cache | Max. cacheable RAM | Parity/ECC | PCI | AGP | IGP |
| --------------- | ---------------------- | ------------------------ | ------------------ | ---------------------------------------------- | -------------- | --- | ------------------ | -------------- | ------------ | ---------- | ------------------ | ---------- | --- | --- | --- |
| Apollo Pro      | VT82C691, VT62C692BX   | VT82C586B                |                    | Pentium III, Pentium II, Pentium Pro           | 66/100 MHz     | Não | FPM EDO BEDO SDRAM | 66/100MHz      | 1 GB (1 GiB) | ND         | ND                 | Sim        | 2.1 | 2x  | Não |
| Apollo Pro+     | VT82C693               | VT82C586B, VT82C596A/B   |                    | Pentium III, Pentium II, Pentium Pro           | 66/100 MHz     | Não | FPM EDO BEDO SDRAM | 66/100 MHz     | 1 GB         | ND         | ND                 | Sim        | 2.1 | 2x  | Não |
| Apollo Pro 133  | VT82C693A              | VT82C596A/B, VT82C686A/B |                    | Pentium III, Pentium II                        | 66/100/133 MHz | Não | FPM EDO SDRAM      | 66/100/133 MHz | 1.5 GB       | ND         | ND                 | Sim        | 2.1 | 2x  | Não |
| Apollo Pro 133A | VT82694X or VT82C694MP | VT82C596B or VT82C686A/B |                    | Pentium III, Pentium II                        | 66/100/133 MHz | Não | SDRAM              | 100/133 MHz    | 2 GB         | ND         | ND                 | Sim        | 2.1 | 4x  | Não |
| Apollo Pro 133T | VT82C694T              | VT82C686B                |                    | Pentium III, Celeron                           | 66/100/133 MHz | Não | SDRAM              | 66/100/133 MHz | 2 GB         | ND         | ND                 | Sim        | 2.1 | 4x  | Não |
| PLE133          | VT8601A                | VT82C686B                |                    | Pentium III, Celeron, C3                       | 66/100/133 MHz | Não | SDRAM              | 66/100/133 MHz | 1.5 GB       | ND         | ND                 | Não        | 2.2 | Não | Sim |
| PLE133T         | VT8601T                | VT82C686B                |                    | Pentium III, Celeron, C3, Pentium III Tualatin | 66/100/133 MHz | Não | SDRAM              | 66/100/133 MHz | 1.5 GB       | ND         | ND                 | Não        | 2.2 | Não | Sim |
| Apollo Pro 266  | VT8633                 | VT8233                   |                    | Pentium III, Celeron, C3                       | 66/100/133 MHz | Não | SDRAM DDR 200/266  | 100/133 MHz    | 4 GB         | ND         | ND                 |            | 2.1 | 4x  | Não |
| Apollo Pro 266T | VT8653                 | VT8233                   |                    | Pentium III Tualatin, Celeron Tualatin, C3     | 66/100/133 MHz | Não | SDRAM DDR 200/266  | 100/133 MHz    | 4 GB         | ND         | ND                 |            | 2.1 | 4x  | Não |
| ProSavage PM133 | VT8601                 | VT82C686B                |                    | Pentium III, Pentium II                        | 66/100/133 MHz | Não | SDRAM              | 66/100/133 MHz |              | ND         | ND                 |            | 2.1 | Sim | Sim |
| CLE266          |                        | VT8233A                  |                    | Pentium III, Celeron, C3, Pentium III Tualatin | 66/100/133 MHz | Não | SDRAM DDR 200/266  | 100/133 MHz    | 2 GB         | ND         | ND                 | Não        | 2.1 | Não | Sim |

- ProSavage PM133 - possui o núcleo gráfico S3, derivado de uma combinação de componentes 3D da Savage4 e 2D da Savage 2000.

### Slot A and Socket A
| Chipset | Part Numbers | South Bridge   | Data de lançamento | Processadores | FSB         | SMP | Tipos de memória | Memory bus       | Max. memory | Parity/ECC | V-Link   | AGP |
| ------- | ------------ | -------------- | ------------------ | ------------- | ----------- | --- | ---------------- | ---------------- | ----------- | ---------- | -------- | --- |
| KX133   | VT8371       | VT82C686A      |                    | Slot A        | 100 MHz     | Não | SDR SDRAM        | 100-133 MHz      | 2.0 GB      |            | Não      | 4x  |
| KT133   | VT8363       | VT82C686A/B    |                    | Socket A      | 100 MHz     | Não | SDR SDRAM        | 100-133 MHz      | 1.5 GB      |            | Não      | 4x  |
| KT133A  | VT8363A      | VT82C686B      |                    | Socket A      | 100-133 MHz | Não | SDR SDRAM        | 100-133 MHz      | 1.5 GB      |            | Não      | 4x  |
| KT266   | VT8366       | VT823x         |                    | Socket A      | 100-133 MHz | Não | DDR SDRAM        | 100-133 MHz      | 4.0 GB      |            | 266 MB/s | 4x  |
| KT266A  | VT8366A      | VT823x         |                    | Socket A      | 100-133 MHz | Não | DDR SDRAM        | 100-133 MHz      | 4.0 GB      |            | 266 MB/s | 4x  |
| KT333   | VT8367       | VT8233, VT8235 |                    | Socket A      | 100-166 MHz | Não | DDR SDRAM        | 100-166 MHz      | 4.0 GB      |            | 266 MB/s | 4x  |
| KT400   | VT8368       | VT8235, VT8237 |                    | Socket A      | 100-166 MHz | Não | DDR SDRAM        | 100-166 MHz      | 4.0 GB      |            | 533 MB/s | 8x  |
| KT400A  | VT8377A      | VT8237, VT8251 |                    | Socket A      | 100-166 MHz | Não | DDR SDRAM        | 100-200 MHz      | 4.0 GB      |            | 533 MB/s | 8x  |
| KT600   | VT8377       | VT8237, VT8251 |                    | Socket A      | 100-200 MHz | Não | DDR SDRAM        | 100-200 MHz      | 8.0 GB      |            | 533 MB/s | 8x  |
| KT880   | VT8379       | VT8237, VT8251 |                    | Socket A      | 100-200 MHz | Não | DDR SDRAM        | Dual 100-200 MHz | 8.0 GB      |            | 533 MB/s | 8x  |

### Atuais (disponíveis no mercado)

#### Desktop
- VIA K8T800, VIA K8T800 PRO, VIA K8M800 - Athlon 64 chipsets.
- VIA PT880, PT880 Pro, PT880 Ultra, K8T890, K8M890, PT890, P4M890, PT894 - Primeiro PCIe IGP chipset da VIA para (Pentium 4, Athlon 64), memória DDR/DDR2, built-in UniChrome Pro video, 533MB/s VIA V-Link interface
- VIA PT900, P4M900, K8T900, K8M900 - VIA's PCIe-only chipsets. Os P4M900 e K8M900 possuem gráficos onboard. Os chipsets PT900 e P4M900 possuem controladores single-channel para memória DDR2.[14]

| Chipset | Part Numbers | South Bridge | Data de lançamento | Processadores | FSB | SMP | Tipos de memória | Memory bus | Max. memory | Parity/ECC | V-Link | AGP |
| ------- | ------------ | ------------ | ------------------ | ------------- | --- | --- | ---------------- | ---------- | ----------- | ---------- | ------ | --- |
| K8T890  | VT           | VT           |                    |               | MHz | Não | DDR SDRAM        | MHz        | GB          |            | MB/s   | 4x  |
| K8M890  | VT           | VT           |                    |               | MHz | Não | DDR SDRAM        | MHz        | GB          |            | MB/s   | 4x  |

- «VIA Chipsets P4 Series for Intel CPU Comparison Chart»

| Chipset     | Part Numbers | South Bridge | Data de lançamento | Processadores | FSB | SMP | Tipos de memória | Memory bus | Max. memory | Parity/ECC | V-Link | AGP |
| ----------- | ------------ | ------------ | ------------------ | ------------- | --- | --- | ---------------- | ---------- | ----------- | ---------- | ------ | --- |
| PM800       | VT           | VT           |                    | LGA 775       | MHz | Não | DDR SDRAM        | MHz        | GB          |            | MB/s   | 8x  |
| P4M800Pro   | VT           | VT           |                    | LGA 775       | MHz | Não | DDR SDRAM        | MHz        | GB          |            | MB/s   | 8x  |
| P4M890      | VT           | VT           |                    | LGA 775       | MHz | Não | DDR SDRAM        | MHz        | GB          |            | MB/s   | 8x  |
| P4M900      | VT           | VT           |                    | LGA 775       | MHz | Não | DDR SDRAM        | MHz        | GB          |            | MB/s   | 8x  |
| PT880       | VT           | VT           |                    | LGA 775       | MHz |     | SDR SDRAM        | MHz        | GB          |            | Não    | 4x  |
| PT880 Pro   | VT           | VT           |                    | LGA 775       | Hz  | Não | SDR SDRAM        | MHz        | GB          |            | Não    | 4x  |
| PT880 Ultra | VT           | VT           |                    | LGA 775       | MHz | Não | SDR SDRAM        | MHz        | 1.5 GB      |            | Não    | 4x  |
| PT890       | VT           | VT           |                    | LGA 775       | MHz | Não | DDR SDRAM        | MHz        | GB          |            | MB/s   | 4x  |
| PT894       | VT           | VT           |                    | LGA 775       | MHz | Não | DDR SDRAM        | MHz        | GB          |            | MB/s   | 8x  |

#### Embedded
Estes chipsets são utilizados conjuntamente com os processadores VIA C7.
- VIA VN896 (Mobile) e VIA CN896 (Desktop)
- VIA VN800
- VIA VX700 - utiliza o VIA UniChrome Pro Integrated Graphics Processor (IGP), C7-M ou C7-ULV 533/400MHz FSB, DDR2 533/400/333 ou DDR400/333
- VIA VX800
  - Primeiro chipset VIA mobile a oferecer suporte ao DirectX 9.0 (Pixel Shader 2.0)
  - Suporte para 4GBs (ou mais) de DDR2 RAM.
  - Single chip solution (Sem a necessidade de controlador southbridge).
- VIA VX800U
  - Similar ao VIA VX800
  - Não possui suporte Gigabit Ethernet e SATA.
  - É específico para uso em dispositivos com baixo consumo de energia.

## Chips Southbridge
| Part Number | PATA     | SATA                  | RAID                          | NB Interconnect    | USB   | Audio    | Modem | Ethernet    | Integrated Super I/O |
| ----------- | -------- | --------------------- | ----------------------------- | ------------------ | ----- | -------- | ----- | ----------- | -------------------- |
| VT82C586A   | 4 ATA33  | Não                   | Não                           | PCI                |       |          |       | Não         | Não                  |
| VT82C586B   | 4 ATA33  | Não                   | Não                           | PCI                | 1.1   |          |       | Não         | Não                  |
| VT82C596A   | 4 ATA33  | Não                   | Não                           | PCI                | 1.1   |          |       | Não         | Não                  |
| VT82C596B   | 4 ATA66  | Não                   | Não                           | PCI                | 1.1   |          |       | Não         | Não                  |
| VT82C686A   | 4 ATA66  | Não                   | Não                           | PCI                | 4 1.1 | AC97     | Sim   | Não         | Sim                  |
| VT82C686B   | 4 ATA100 | Não                   | Não                           | PCI                | 4 1.1 | AC97     | Sim   | Não         | Sim                  |
| VT8231      | 4 ATA100 | Não                   | Não                           | 4x V-Link 266 MB/s | 6 1.1 | AC97     | Sim   | Não         | Sim                  |
| VT8233      | 4 ATA100 | Não                   | Não                           | 4x V-Link 266 MB/s | 6 1.1 | AC97     | Sim   | VIA 10/100  | Não                  |
| VT8233A     | 4 ATA133 | Não                   | Não                           | 4x V-Link 266 MB/s | 6 1.1 | AC97     | Sim   | VIA 10/100  | Não                  |
| VT8233C     | 4 ATA100 | Não                   | Não                           | 4x V-Link 266 MB/s | 6 1.1 | AC97     | Sim   | 3Com 10/100 | Não                  |
| VT8235      | 4 ATA133 | Não                   | Não                           | 8x V-Link 533 MB/s | 6 2.0 | AC97     | Sim   | VIA 10/100  | Não                  |
| VT8237(R+)  | 4 ATA133 | 2 SATA-150, SATALite* | (SATA) RAID 0, 1, 0+1* & JBOD | 8x V-Link 533 MB/s | 8 2.0 | AC-97    | Sim   | VIA 10/100  | Não                  |
| VT8237A     | 4 ATA133 | 2 SATA-150, SATALite* | (SATA) RAID 0, 1, 0+1* & JBOD | 8x V-Link 533 MB/s | 8 2.0 | HD-Audio | Sim   | VIA 10/100  | Não                  |
| VT8237S     | 4 ATA133 | 2 SATA-II, SATALite*  | (SATA) RAID 0, 1, 0+1* & JBOD | 8x V-Link 533 MB/s | 8 2.0 | HD-Audio | Sim   | VIA 10/100  | Não                  |
| VT8251      | 4 ATA133 | 4 SATA-II             | (SATA) RAID 0, 1, 0+1* & JBOD | 8x V-Link 533 MB/s | 8 2.0 | HD-Audio | Sim   | VIA 10/100  | Não                  |